# Nissan NT400
Der Nissan NT400 wurde von Nissan 2014 als Nachfolger des Nissan Cabstar (Europa) in den Verkauf gebracht, ebenso wie der von ihm mittels Badge-Engineering abgeleitete Renault Maxity. Wie die Vorgängermodelle werden die Frontlenker-Verteiler-Lkw von Nissan Motor Ibérica in Spanien produziert. Dort werden auch der mit dem NT400 technisch verwandte Nissan NT500 und dessen Badge-Engineering-Modell Renault D-Truck gebaut. Das Vorgängermodell Cabstar stammte stets vom japanischen Nissan Atlas ab. Nunmehr handelt es sich jedoch um eine eigenständige europäische Entwicklung, während in Asien in diesen Fahrzeugklassen weiterhin der Atlas und der Nissan NT450 angeboten werden.

## Design und Technik
Der NT400 ist nicht komplett neuentwickelt, sondern erhielt das Führerhaus des NT500. Jedoch wurden die Armaturentafel und die Seitenbleche vom Vorgänger Cabstar übernommen. Durch die nun breitere Kabine inklusive erhöhtem Dach entstanden mehr Raum und damit auch Fahrkomfort.
Der NT400 wird mit Gesamtgewichten von 3,5 bis 4,5 Tonnen und mit überarbeiteten Motoren des Vorgängers angeboten. Hierbei leistet der 2,5-l-Nissan-YD-25 nun 90 kW (122 PS) und 100 kW (136 PS), während der 3,0-l-Nissan-ZD30 110 kW (150 PS) als Spitzenmotor agiert und die Abgasnorm Euro 6 mittels SCR und Partikelfilter einhält. Des Weiteren hat Nissan die Ölwechselintervalle auf 40.000 Kilometer oder zwei Jahre ausgedehnt.